# Parowozownia Skierniewice
Parowozownia Skierniewice – zabytkowa parowozownia zlokalizowana w Skierniewicach w województwie łódzkim.

## Historia
Parowozownia została zbudowana w 1845 roku wraz z linią kolejową z Warszawy. W 1861 roku w parowozowni zamontowana została obrotnica, w  kolejnych latach prowadzona była przebudowa tutejszej parowozowni. W 1879 roku lokomotywownia została rozbudowana do 24 stanowisk. Podczas pierwszej wojny światowej rozkazem generała Ludendorffa budynki zostały zniszczone w dniu 21 października 1914 roku. Po zakończeniu wojny parowozownia obsługiwała ruch towarowy na odcinku od Warszawy do Piotrkowa oraz lokalny ruch osobowy. Od 1915 roku funkcjonowała jako parowozownia II klasy. W 1939 roku została zdegradowana do parowozowni pomocniczej. Podczas drugiej wojny światowej  rozbudowywano obiekt. Wzniesiono nowe budynki w stylu modernistycznym z czerwonej cegły. W Skierniewicach stacjonowały parowozy towarowe Ty1 oraz lokomotywy Pd5 wykorzystywane do lokalnego ruchu osobowego. Po wojnie w hali wachlarzowej zamontowana została stalowa  konstrukcja dachu z trójkątnym świetlikiem kalenicowym zamiast dawnej drewnianej, dodatkowo dobudowano spawalnię oraz kompresorownię. Parowozownia obsługiwała pociągi zbiorowe i manewry. W 1970 roku do Skierniewic została oddelegowana lokomotywa spalinowa. Lokomotywy elektryczne stacjonowały w Skierniewicach od połowy 1987 roku. W 1989 roku zakończono stacjonowanie parowozów. Dnia 31 października 1991 roku lokomotywownia została zlikwidowana. Na terenie obiektu zgromadzono kolejowe eksponaty zabytkowe pozyskane przez Polskie Stowarzyszenie Miłośników Kolei (PSMK). W 1994 roku zespół parowozowni został wpisany do rejestru zabytków, a w roku 2002 przeszedł na własność PSMK.  Budynki obiektu są remontowane dzięki wsparciu m.in. Ministerstwa Kultury i Dziedzictwa Narodowego, Samorządu Województwa Łódzkiego, Urzędu Miasta Skierniewice oraz różnych przedsiębiorstw branży kolejowej. Obiekt jest udostępniony do zwiedzania tylko w wyznaczonych terminach lub na zamówienie dla grup zorganizowanych.

## Eksponaty
Wachlarzowa hala parowozowni z 23 stanowiskami mieści zbiór 25 lokomotyw, 19 wagonów pasażerskich, licznych wagonów towarowych, w tym tabor wąskotorowy. W hali prezentuje się także kilka rodzajów nastawnic: mechaniczne – kluczowe, mechaniczne scentralizowane, elektryczne suwakowe oraz pulpit przekaźnikowy pochodzący z warszawskiego metra.
Parowozy:
- Ty51-1,
- TKi3-137 ,
- 13 1247,
- Ty2-1407 ,
- Ok1-266 (do 1996 w Ostrołęce, następnie w Ełku, w Skierniewicach od 29 września 2014),
- OKl27-10,
- Ol49-4,
- TKp-102,
- Tkp-6042 „Śląsk”,
- TKh-2949 „Ferrum”,
- Pt47-93,
- TKt48-39,
- Ty23
- TKb 10672,
- HF 2239,
- Las 1984.

Lokomotywy spalinowe:
- Ls40-4544,
- Ls40-4572,
- Ls60-143,
- Ls60-336,
- SP30-218,
- 409D-01,
- 409Da-734,
- Köf II.

Lokomotywy elektryczne:
- akumulatorowa AEG 4184 z 1928,
- EP03-08,
- akumulatorowy zespół trakcyjny systemu Wittfelda z 1913,

Drezyny:
- wagony pasażerskie i bagażowe, głównie z przełomu XIX i XX w.,
- wagony towarowe z końca XIX w. i pierwszej połowy XX w.,
- tabor specjalny (żurawie, tendry itp.).